# بحوزي
بحوزي قرية في ريف طرطوس الجنوبي في سوريا تتبع إدارياً لناحية الصفصافة وعدد سكانها قرابة 3000 نسمة يعمل معظمهم في الزراعة ويمر بها نهر الأبرش من جهة الجنوب الشرقي القرية منقسمة الجزء الجنوبي إمداد لسهل عكار أما جزئيا الشمالي عبارة عن تلال ويقع شرق القرية مزرعة الرواس التابعة إدارياً لبلدية بحوزي وهي تل مرتفع يشرف على كل أجزاء القرية وبعض القرى المجاورة، وتشتهر القرية بالبيوت البلاستيكية والأشجار المثمرة وخاصة الزيتون والكثير من المحال التجارية، وتقسم القرية إلى عدة حارات منها الرواس والحارة الشرقية والحارة الغربية وحارة القرقاف ودرب العين وحارة الظهر ويوجد في القرية عدد من المقامات الدينية والمزارات السياحية ويوجد في القرية أيضا شجرة بلوط عمرها يزيد عن 800 عام، ومن أهم العائلات واكبرها في القرية بيت الشيخ علي وبيت سقور وبيت محسن، ويتبع لها قرية بيت شوفان والحورا وحارة الشيخ عبد الله ودير الحجر، وتتواجد في القرية خدمات كثيرة مثل المستوصف والمدارس والمقسم